# Judith Wyder
Pour les articles homonymes, voir Wyder.
Judith Wyder, née le 25 juin 1988, est une coureuse d'orientation et athlète de skyrunning suisse.

## Biographie
Née dans une famille d'orienteurs, Judith se tourne tout naturellement vers ce sport. Elle ne s'y cantonne pas pour autant et s'essaie également au ski de fond et au ski d'orientation qu'elle pratique en Suède durant ses études en année d'échange. À son retour en Suisse, elle se concentre néanmoins sur la course d'orientation avec succès en remportant la médaille de bronze en relais aux championnats du monde juniors de course d'orientation 2007 à Dubbo,.
Elle remporte sa première médaille mondiale senior en 2011 au Grand Revard. Malgré un départ lent, elle effectue une excellente course sur la distance moyenne et parvient à battre la tenante du titre Minna Kauppi pour s'emparer du bronze.
L'année suivante à Lausanne, elle remporte sa première médaille d'or mondiale grâce à une excellente course de l'équipe féminine de relais complétée par Ines Brodmann et Simone Niggli-Luder.
Aux Jeux mondiaux de 2013 à Cali, elle s'impose sur la nouvelle épreuve de relais mixte sprint avec Daniel Hubmann, Sara Lüscher et Matthias Kyburz.
Elle explose véritablement en 2014. Lors des championnats d'Europe à Palmela, elle rafle les titres en sprint, longue distance et relais. Lors des championnats du monde en Italie, elle remporte sa première médaille individuelle sur sprint en mettant en application ses qualités techniques. Elle remporte également l'or en relais avec Sara Lüscher et Sabine Hauswirth ainsi que la médaille de bronze en longue distance,.
En 2016, elle remporte un nouveau titre européen à Jeseník en s'imposant sur le sprint face à l'Ukrainienne Nadya Wolynska.
Elle fait une pause dans sa carrière fin 2017 pour devenir mère puis effectue son retour avec succès en 2018. Elle remporte deux médailles d'or aux championnats d'Europe en relais et relais mixte, ainsi qu'une nouvelle médaille d'or en relais aux championnats du monde à Riga avec Elena Roos et Julia Jakob grâce à un excellent sprint final de sa part face à la Suédoise Tove Alexandersson. Elle annonce ensuite la fin de sa carrière en course d'orientation et décide de se mettre à la course à pied avec notamment le marathon de la Jungfrau comme objectif, mais également pour avoir plus de temps à consacrer à sa famille.
En 2018, elle remporte le Vertical Grèste de la Mughéra en établissant un nouveau record en 43 min 47 s. Elle termine 3e et meilleure Suissesse de la course urbaine de Bâle la même année.
Le 21 juillet 2019, elle prend part à sa première course de skyrunning, la DoloMyths Run Skyrace, qu'elle remporte haut la main en battant le record féminin de sept minutes. Le 11 août 2019, pour sa 1ère participation à la célèbre course Sierre-Zinal, elle prend la 2e place féminine en 2 h 54 min 20 s. Le 20 septembre 2019, elle remporte la Ring of Steall SkyRace en battant le record féminin de 10 minutes. Le 25 octobre 2019, elle termine première de l'Annapurna Trail Marathon, et remporte ainsi la Golden Trail World Series 2019.
Le 7 août 2021, elle termine péniblement la course Sierre-Zinal en dixième position. Sa douleur se révèle être une fracture du pubis. Elle entame ensuite une longue période de convalescence.
Elle revient en forme en 2023. Le 5 mars, elle domine les championnats suisses de cross à Saint-Maurice pour remporter le titre. Le 8 juin, elle prend la deuxième place féminine du trail court lors des championnats du monde de course en montagne et trail à Innsbruck. Elle s'empare la première des commandes de la course qu'elle mène sur un rythme soutenu. En fin de parcours, elle se fait doubler par la Française Clémentine Geoffray et assure la médaille d'argent. Elle double la mise au classement par équipes. Elle confirme son retour au sommet en dominant à nouveau la DoloMyths Run. Prenant d'emblée les commandes de la course, elle creuse l'écart sur l'Américaine Sophia Laukli et s'impose aisément avec deux minutes et demi d'avance sur cette dernière.
Le 1er août 2023, elle domine les championnats suisses de course en montagne courus au Lac Noir et remporte le titre avec plus de trois minutes d'avance sur ses poursuivantes. Le 16 septembre, elle livre un duel serré en tête de l'ascension de Pikes Peak avec Sophia Laukli. Elle finit par se faire distancer et se contente de la deuxième place. La semaine suivante, elle profite de l'absence de Sophia Laukli pour s'imposer sur la Mammoth 26K malgré les attaques de Mădălina Florea. Lors de la finale de la Golden Trail World Series à Spotorno, elle effectue de solides courses pour terminer troisième du prologue et deuxième de la finale derrière Mădălina Florea. Elle termine à égalité de points avec Sophia Laukli mais termine deuxième du classement général avec seulement deux victoires contre trois pour l'Américaine.
Le 2 juin 2024, elle s'élance sur l'épreuve de montée et descente aux championnats d'Europe de course en montagne et trail à Annecy. Suivant de près le trio de tête, elle met à profit ses capacités de descendeuse pour remonter de la quatrième à la deuxième place en fin de course et s'offrir ainsi la médaille d'argent. Le 30 juin, elle prend le départ du marathon du Mont-Blanc et court dans le groupe de tête aux côtés de Mădălina Florea et Sophia Laukli. Elle tire avantage de la descente finale pour hausser le rythme et filer vers la victoire.

## Palmarès en course d'orientation

### Championnats du monde
- Championnats du monde de course d'orientation 2018
  -  Médaille d'or en relais
  -  Médaille de bronze en sprint
- Championnats du monde de course d'orientation 2016
  -  Médaille d'argent en sprint
  -  Médaille d'argent en relais mixte
- Championnats du monde de course d'orientation 2014
  -  Médaille d'or en sprint
  -  Médaille d'or en relais
  -  Médaille de bronze en longue distance
- Championnats du monde de course d'orientation 2013
  -  Médaille de bronze en relais
- Championnats du monde de course d'orientation 2012
  -  Médaille d'or en relais
- Championnats du monde de course d'orientation 2011
  -  Médaille de bronze en longue distance

### Jeux mondiaux
- Jeux mondiaux de 2013
  -  Médaille d'or en relais

### Championnats d'Europe
- Championnats d'Europe de course d'orientation 2018
  -  Médaille d'or en relais
  -  Médaille d'or en relais mixte
  -  Médaille d'argent en sprint
- Championnats d'Europe de course d'orientation 2016
  -  Médaille d'or en sprint
  -  Médaille d'argent en longue distance
- Championnats d'Europe de course d'orientation 2014
  -  Médaille d'or en sprint
  -  Médaille d'or en longue distance
  -  Médaille d'or en relais

## Palmarès en trail
| no  | féminin            | Course                                                                    | Longueur | Départ            | Temps           |
| --- | ------------------ | ------------------------------------------------------------------------- | -------- | ----------------- | --------------- |
| 21e | Médaille d'or      | Vertical Grèste de la Mughéra                                             | 3,7 km   | 12 octobre 2018   | 43 min 47 s     |
| 34e | Médaille d'or      | DoloMyths Run Skyrace                                                     | 22 km    | 21 juillet 2019   | 2 h 18 min 51 s |
| 4e  | Médaille d'or      | Swiss Alpine Marathon K23                                                 | 23 km    | 27 juillet 2019   | 1 h 42 min 15 s |
| 67e | Médaille d'argent  | Sierre-Zinal                                                              | 31 km    | 11 août 2019      | 2 h 54 min 20 s |
| 10e | Médaille d'or      | Ring of Steall SkyRace                                                    | 29 km    | 20 septembre 2019 | 3 h 36 min 46 s |
| 10e | Médaille d'or      | Annapurna Trail Marathon                                                  | 42 km    | 25 octobre 2019   | 5 h 42 min 3 s  |
| 56e | Médaille d'argent  | Olla de Núria                                                             | 21 km    | 13 juin 2021      | 2 h 34 min 24 s |
| 55e | Médaille d'or      | DoloMyths Run                                                             | 21 km    | 18 juillet 2021   | 2 h 14 min 34 s |
| 9e  | Médaille d'or      | Swiss Alpine Marathon K23                                                 | 23,6 km  | 24 juillet 2021   | 1 h 44 min 0 s  |
| 8e  | Médaille d'or      | Les KM de Chando                                                          | 7,7 km   | 17 septembre 2022 | 1 h 27 min 11 s |
| 6e  | 6e                 | Championnats du monde de course en montagne et trail - Montée et descente | 11,2 km  | 6 novembre 2022   | 50 min 36 s     |
| 47e | Médaille d'argent  | Championnats du monde de course en montagne et trail - Trail court        | 45,2 km  | 8 juin 2023       | 4 h 55 min 13 s |
| 35e | Médaille d'or      | DoloMyths Run                                                             | 22 km    | 15 juillet 2023   | 2 h 24 min 24 s |
| 35e | Médaille d'or      | Championnats suisses de course en montagne                                | 12,3 km  | 1er août 2023     | 59 min 58 s     |
| 8e  | Médaille d'or      | Semi-marathon Inferno                                                     | 21,1 km  | 19 août 2023      | 2 h 21 min 39 s |
| 45e | Médaille d'argent  | Ascension de Pikes Peak                                                   | 21,4 km  | 16 septembre 2023 | 2 h 39 min 35 s |
| 16e | Médaille d'or      | Mammoth 26K                                                               | 26 km    | 22 septembre 2023 | 2 h 18 min 21 s |
| 3e  | Médaille de bronze | Il Golfo dell'Isola Trail - Prologue                                      | 8,7 km   | 19 octobre 2023   | 40 min 33 s     |
| 2e  | Médaille d'argent  | Il Golfo dell'Isola Trail - Finale                                        | 26 km    | 21 octobre 2023   | 2 h 18 min 21 s |
| 14e | Médaille d'argent  | Kullamannen Seventh Seal                                                  | 50 km    | 4 novembre 2023   | 4 h 9 min 38 s  |
| 6e  | 6e                 | Championnats d'Europe de course en montagne - Montée                      | 7,6 km   | 31 mai 2024       | 54 min 3 s      |
| 2e  | Médaille d'argent  | Championnats d'Europe de course en montagne - Montée et descente          | 16,0 km  | 2 juin 2024       | 1 h 23 min 9 s  |
| 41e | Médaille d'or      | Marathon du Mont-Blanc                                                    | 42 km    | 30 juin 2024      | 4 h 11 min 12 s |
| 33e | Médaille d'argent  | OCC                                                                       | 57 km    | 29 août 2024      | 6 h 0 min 5 s   |
| 8e  | Médaille d'or      | Mallorca by UTMB - Camins de s'Arxiduc                                    | 26 km    | 3 novembre 2024   | 2 h 13 min 32 s |
| 12e | Médaille d'or      | KV El Gigante                                                             | 5,5 km   | 19 février 2025   | 45 min 27 s     |
| 15e | Médaille d'or      | Transgrancanaria Half                                                     | 21 km    | 20 février 2025   | 2 h 1 min 11 s  |
| 12e | Médaille d'or      | Chianti Marathon Trail                                                    | 46 km    | 23 mars 2025      | 3 h 43 min 20 s |
| 54e | Médaille d'argent  | Zegama-Aizkorri                                                           | 42,2 km  | 25 mai 2025       | 4 h 29 min 27 s |
| 16e | Médaille d'argent  | Marathon du Mont-Blanc                                                    | 42 km    | 29 juin 2025      | 3 h 42 min 55 s |